# Sơn ca hai đốm
Sơn ca hai đốm, tên khoa học Melanocorypha bimaculata, là một loài chim trong họ Alaudidae.